# Великий симфонічний оркестр імені Чайковського
Великий симфонічний оркестр імені П. І. Чайковського (рос. Большой симфонический оркестр имени П. И. Чайковского, скорочено — БСО, до 1993 — радіонсамбль Великий симфонічний оркестр Центрального телебачення і Всесоюзного радіо) —один з найбільших симфонічних колективів Росії.

## Історія
Заснований в 1930 році, оркестр (один з перших в СРСР) призначався для радіотрансляцій академічної музики.
Надалі колектив неодноразово виступав як на радіо, так і на концертній сцені, здобувши славу одного з найкращих оркестрів світу. У 1960-х роках відбулися перші зарубіжні гастролі оркестру.
За диригентським пультом оркестру у різний час стояли Леопольд Стоковський, Євген Мравінський, Курт Зандерлінг, з ним виступали Еміль Гілельс, Юрій Башмет, Гідон Кремер та багато інших відомих диригентів та виконавців. У виконанні БСО вперше прозвучала низка творів А. Хачатуряна, Б. Чайковського, Г. Свиридова, Тактакішвілі та інших композиторів XX століття.
З 1993 року оркестр носить ім’я російського композитора П.І. Чайковського. 
Впродовж понад сорока років (з 1974) оркестр очолює Володимир Федосєєв, під його керуванням проходять гастролі оркестру у різних містах світу, колектив бере участь у міжнародних фестивалях.